# Amblypsilopus upolu
Amblypsilopus upolu är en tvåvingeart som beskrevs av Daniel J. Bickel 2006. Amblypsilopus upolu ingår i släktet Amblypsilopus och familjen styltflugor.
Artens utbredningsområde är Samoa. Inga underarter finns listade i Catalogue of Life.